# Harringtonia myia
Harringtonia myia är en skalbaggsart som först beskrevs av Dillon 1946. Harringtonia myia ingår i släktet Harringtonia och familjen långhorningar.
Artens utbredningsområde är Panama. Inga underarter finns listade i Catalogue of Life.